# Chrysler (marcă auto)
Marca Chrysler a fost în mare parte marca premium a companiei Chrysler, concurând cu mărci precum Cadillac, Packard, Cord și Lincoln. După ce corporația a decis să dezvolte Imperial ca marcă separată în 1955 pentru a concura mai bine cu Cadillac și Lincoln, Chrysler a devenit marca secundară a companiei, dar a oferit în continuare produse de lux și aproape de lux. După ce marca Imperial a fost abandonată în 1983, Chrysler a devenit din nou marca de top.

## Modele
- Chrysler 300
- Chrysler Crossfire
- Chrysler Pacifica
- Chrysler PT Cruiser
- Chrysler Sebring
- Chrysler Voyager